# راجيف غوبتا
راجيف غوبتا (بالإنجليزية: Rajiv Gupta)‏ هو قاضي هندي، ولد في 10 أكتوبر 1950 في قاليور في الهند.